# 李偲嫣
李偲嫣（英語：Leticia Lee See-yin，1964年8月17日—2020年12月16日），或劉李偲嫣，原名李艷青（英語：Lettie），女，香港激進建制派社運人士，經常激烈公開表達對梁振英政府的支持及高調批評持不同政見者，認同香港警察以武力應對反对逃犯条例修订草案运动中的示威者及支持訂立辱警罪，並支持設德育及國民教育科，曾拍過寫真。因涉賄選曾被廉政公署調查，而於2016年香港立法會選舉當時新界東有超過58萬人（總投票人數為580,524人）投票，最終她僅獲2,938票而敗選，得票率只有0.51%。

## 簡歷
早年曾短暫加入無綫電視任職臨時演員。李偲嫣亦為已故香港巨星張國榮的忠實支持者，曾任張國榮歌迷會會長。
1990年代，李偲嫣曾開辦娛樂公司靈量創建娛樂，並曾一度成為鄺美雲、莫鎮賢、梅愛芳、林志美、溫碧霞、湯寶如、張沅薇等藝人的經理人。但李被指財政混亂，經常與旗下藝人出現金錢轇轕，屢出入小額錢債審裁處；鄺莫二人最終須召開記者會宣布與李解約。
李偲嫣曾任「香港家長聯會」會長、「油尖旺區家長教師會」會長及香港管理專業協會李國寶中學家長教師會主席。她亦為反同性戀組織「反逆向歧視大聯盟」發言人，「香港教育關注動力」副主席。李偲嫣經常就香港教育及道德問題發表意見。她與建制派團體關係密切，如擔任建制派組織九龍社團聯會的婦女事務委員會委員，網上群組「香港行動」負責人，及擔任油尖旺區議會社區建設委員會增選委員，亦是河源社團總會活躍分子。2012年8月，李偲嫣曾參與「『飲水思源』河源千人之旅」，活動由中聯辦副主任林武等率領。
她曾為基督教刊物《愛家週報》之總編輯（已於2014年停刊），該雜誌發行數目約5萬份，逢星期日於康業管理屋苑、新鴻基集團部份商場、零售店鋪、少量學校、院校及醫務所免費派發。據香港稅務局資料，該刊物之出版商為飛躍網絡國際有限公司，公司其中一名義務執行董事為林以諾牧師。

## 社運參與

### 批評《爽報》
2011年9月至12月，李偲嫣以「反爽報色情資訊行動」行動發起人自居，曾到壹傳媒門外抗議，又在網上發起「反爽行動」，並譴責壹傳媒漠視民意，缺乏社會良心，毫不關注青少年之心智發展，並促請黎智英馬上刪除《爽報》中所有不良資訊、色情圖像及文字，並與她會面。

### 支持德育及國民教育科
2012年7月至10月期間，李偲嫣曾在「《理性發聲。捍衛學術自由》還我認識國家權利晚會」上以家長身分發言，又多次以家長代表、香港家長聯會會長、油尖旺區家長教師會會長之身分回應傳媒。李偲嫣表示對於多人反對德育及國民教育科成科感到驚訝，她指教育局會為教材質素把關，家長亦會監察，不擔心出現所謂的「洗腦」。李偲嫣又多次反對學生罷課及絕食去杯葛德育及國民教育科成科，並批評學民思潮成員的絕食及罷課為激進行動。
然而，李偲嫣所代表的油尖旺區家長教師會及十八區家長教師會聯會均被指「染紅」，包括立場親共、代表學校數目不足、缺乏諮詢家長等。例如觀塘的140家學校只有56家學校加入成為聯會會員。外界質疑「香港家長聯會」認受性，而該會也沒有社團註冊或公司註冊，多區家教會聯會均與「香港家長聯會」劃清界線，九龍城區家教會聯會會長陳鳳雯指出該會與李偲嫣的香港家長聯會毫無關係，並指出該會名稱令人與十八區家教會聯會混淆；而黃大仙區家教會聯會主席梁勞露娟則道，近日前才得悉有香港家長聯會，至於何時成立則尚不知情。。

### 反對性傾向歧視立法
李偲嫣反同性戀，曾以油尖旺區家長教師會會長的身份出席有線電視節目《週日不講理》擔任嘉賓，就主題〈同性戀的天空〉指出同性戀是可以選擇的。
李偲嫣曾身為香港家長聯會會長及反逆向歧視大聯盟之發言人出席香港電台節目《城市論壇》及在金鐘添馬公園舉行的愛家共融祈禱音樂會，表明反對性傾向歧視條例立法。
李偲嫣在反對訂立性傾向歧視法集會上聲稱並哭訴遭網民及同性戀者多番恐嚇、指稱她肥胖、改圖欺凌及以粗言穢語辱罵，甚至聲稱有人威脅要與她進行肛交行為。

### 支持明光社
李偲嫣與基督教反同性戀組織明光社關係密切及友好，經常在其官方網站之社關專欄內發表評論，對於明光社反同性戀的立場表示支持。

### 狙擊林慧思
2013年8月，李偲嫣以18區家教聯會及家教聯會的身份，多次進行狙擊林慧思老師的活動，令聯會日趨政治化，引起多區代表不滿，有代表更向教育局投訴聯會被人騎劫，要求有關當局方插手解決。

### 其他立場
李偲嫣經常出席大小論壇活動及接受報章訪問，如曾批評教科書書商多年來不理會家長之負擔力，讓書價不斷加價、對教育局對學生之家課政策表示支持、批評教育局多次拖延分拆教科書的政策、批評幼稚園學費大幅增加等等，其自稱以家長代表的身份發言。

### 受薪於梁美芬
建制派香港立法會議員梁美芬接受《明報》採訪時證實李偲嫣乃受薪於她，擔任非全職顧問，範圍是就教育政策提供意見，並且收取顧問費，李偲嫣則自稱只賺取「車馬費」，後被發現李偲嫣實為梁美芬辦事處兼職員工。在政治立場上，李偲嫣與梁美芬亦有多項相似地方，如撐國教、反佔中及反同性戀等立場。李偲嫣現時擔任公司董事的香港新力量傳播，內裡便包含了多個由梁美芬主持的節目。梁美芬與李偲嫣亦分別擔任香港教育關注動力的正副主席。

#### 成立「正義聯盟」
2013年10月27日成立「正義聯盟」，籌備「愛與關懷反佔中工作小組」，實行用「愛與關懷反佔中」。
2014年6月25日上午，正義聯盟召集人李偲嫣在香港政府總部外紮營，並宣布無限期絕食直至“身體無法再承受”，以示對政府近日以軟弱態度應對暴力的不滿。李表示，反新界東北新發展區計劃示威者早前暴力衝擊立法會，做法形同暴民，又斥佔領中環行動發起的公投並不可信，當中可以造假，數據或有失實，惟特首梁振英、港府高官和警方高層都軟弱應對，質疑港府為何不嚴正執法。

#### 成立「撐警大聯盟」
2014年7月7日，李偲嫣成立「撐警大聯盟」，並將8月4日定為撐警日，同年8月3日舉行撐警大遊行，聲援香港警察執法。

#### 藍絲帶運動
她成立的「藍絲帶運動」、撐警大聯盟及正義聯盟，2014年10月，在尖沙咀鐘樓對出空地舉行燭光晚會，反對佔領行動及支持警方執法，大會聲稱高峰期有6,000人參加，警方則指高峰期約有1,000人。集會起初和平進行，眾人高舉撐警標語，及亮起燭光及手機燈光，有集會人士群起辱罵及襲擊在場採訪的記者。

### 反修例運動
反對逃犯條例修訂草案運動期間，李偲嫣於2019年6月22日晚在遮打花園舉辦支持香港警察的晚會，期間現場播放的短片採用香港嘻哈樂隊大懶堂歌曲《冚家拎》，被大懶堂發表聲明譴責，要求李立即停止採用樂隊任何作品。但又指「支持撤回逃犯條例的團體除外」，藉此暗中支持反修例示威者。

## 爭議事件

### 涉嫌詐騙
在一場「撐警大遊行」期間，至少4人稱被李詐騙，要求還錢。前愛港之聲成員彭春娥指自己被李騙去20萬元，另一中年女子表示，被李騙去10萬元，「我畀10萬蚊佢撐警，佢就同人講我冇畀；2014年11月11日，佢嚟我元朗攞錢呢個仆街，畀咗佢佢同人講話冇畀，佢吞，佢私吞！」。有男子高呼「還錢呀李偲嫣」，亦有一名自稱正義聯盟黨的男子表示，不滿李偲嫣借錢一年多仍未償還，「咁衰嘅，（欠）百幾萬呀，自己友都呃嘅，你話死唔死呀？」。李偲嫣亦因而被正義聯盟開除黨席。其後繼續以「正義聯盟」名義參選立法會選舉。

### 涉嫌虧空公款
2016年3月3日，李偲嫣被指涉嫌虧空公款22萬元，沒有將款項存入正義聯盟戶口，同日被罷免正義聯盟黨主席一職。不過李偲嫣否認各項指控，又稱自己被外部勢力抹黑，將召開記者會作反擊。她強調「正義聯盟黨」兩名副主席都是由她臨時委任，根本無權將其罷免，但其中一名副主席蔡克健反質疑李偲嫣借愛國之名騙財，稱今日起將其正義聯盟黨主席一職聯同其黨籍一併罷免。

### 金錢轇轕
據《蘋果日報》報導，李偲嫣在公事上的財政管理非常混亂。
李偲嫣於過去25年曾被最少20次民事索償，1991至1993年先後曾被入禀索償4次，當中2宗分別涉及42.5萬元及20萬元，最終在1993年5月被申請破產，1994年1月被法院發出破產令。1998年，她又被浩得投資的公司入稟追討10.4萬元租金和4,680元差餉。1999年，李偲嫣再被億煒發展公司追討6.3萬元管理費。有網媒曾翻查法庭訴訟紀錄，發現原名李艷青的李偲嫣早於1992年已被新世界發展控告發出一張空頭支票。另外，李於1993年亦曾被電視廣播有限公司追討廣告欠款。總計李曾因被指開出4次空頭支票而被民事追討，另外亦曾有合共5次欠租及被收樓紀錄。
| 時間       | 涉及金額（港元） | 被追討原因 |
| ---------- | ---------------- | ---------- |
| 1992年4月  | 21,420           | 空頭支票   |
| 1992年5月  | 16,362           | 廣告費欠款 |
| 1992年9月  | 105,000          | 欠款       |
| 1993年2月  | 425,250          | 欠款       |
| 1993年2月  | 24,106           | 廣告費欠款 |
| 1993年3月  | 47,000           | 空頭支票   |
| 1993年3月  | 51,500           | 空頭支票   |
| 1993年3月  | 未悉             | 欠租       |
| 1993年3月  | 未悉             | 欠租       |
| 1993年5月  | -                | 被申請破產 |
| 1993年12月 | 200,030          | 欠款       |
| 1998年3月  | 108,680          | 欠租       |
| 1999年2月  | 63,408           | 欠管理費   |
| 2003年1月  | -                | 被收樓     |
| 2003年9月  | 未悉             | 欠薪       |
| 2003年10月 | 未悉             | 欠電話費   |
| 2004年10月 | 未悉             | 欠薪       |
| 2004年12月 | -                | 被收樓     |
| 2006年2月  | 未悉             | 欠款       |
| 2012年7月  | -                | 空頭支票   |

1999年4月，法院解除了李偲嫣的破產令，但之後她依舊被捲入多宗錢債糾紛中，需經常出入小額錢債審裁處，如2003年被萬眾電話（現時的中國移動香港）追討電話費；2006年再被寶寶布藝追討已出售貨物；2002年及2012年被入稟追討支票不能兌現。有關案件金額均不詳。她曾以李艷青之名出任五間公司董事，但有關公司已結束，其中時尚文出版曾被三度入稟追服務費，時尚及世界時興時均有一次捲入勞資糾紛；現由李偲嫣之名經營的香港新力量傳播，則被員工投訴屢次拖糧。2003及2004年分別被業主入稟收回住宅及商業單位。有指，數年前李偲嫣為油尖旺家教聯會租用旅遊巴進行活動，事後卻以旅遊巴公司超時濫收費為名拒絕付費，結果事件又一次鬧到小額錢債審裁處中，最終家教聯會被判敗訴。
李偲嫣回應指，當年破產是因開布廠的父親1991年患癌離世，公司有債務，她是公司董事才被申請破產。她指稱忘記曾被萬眾電話入稟追數，至於被寶寶布藝追回物品，她指因該公司未應約完成窗簾，故拒付尾數。

### 涉嫌選舉舞弊
2018年10月10日，李偲嫣被廉政公署落案起訴一項罪名：在選舉中作出舞弊行為，指她涉嫌於2016年7月24日至11月8日期間沒有遵從《選舉（舞弊及非法行為）條例》處置9項合共22,532元的匿名選舉捐捐款，違反該條例第19（5）條，沒有確保該捐贈不會用於償付或分擔償付該候選人的選舉開支，或者促使該候選人當選或阻礙另一名候選人／另一些候選人當選。有關選舉為2016年香港立法會選舉。11月23日她在沙田裁判法院中否認控罪，離開時與丈夫十指緊扣。2019年2月25日，案件在沙田裁判法院開審，李獲律政司不提證供起訴，獲准以2,000元簽保守行為18個月處理。

### 家校衝突
李偲嫣曾為香港管理專業協會李國寶中學家長教師會主席及家長校董，並於2007年創立油尖旺家教聯會。
李偲嫣曾就學校單方面大幅增加學費達230%（中一學級在4年內由960元上漲至2,240元），在諮詢家長時卻未能提交財政證明，因而召開記者招待會作出批評。她又指校方多番阻撓查帳及參與討論，校長貝禮高的津貼卻不斷增加，並斥責校方管理層欠缺透明度。
2010年底，學校傳出懷疑羞辱清貧學生劉渙亨之醜聞，李偲嫣遂聯同兒子、另一名家長及學生召開記者會為其作證，陳述事發經過期間更公開通識科老師課堂中涉及粗言穢語的錄音，當中的老師曾羞辱一名學生是狗，引起社會嘩然。2011年初，她被該校家長成功罷免，不再成為家教會主席及學校代表。然而，李偲嫣修訂油尖旺家教聯會規例，只需在聯會當過一年義工，即可以個人名義參選執委，繼而當選會長，故她得以以非學校代表一直得以延任。時任李國寶中學家教會主席岑健明表示，該校代表反在李偲嫣被罷免翌年欲出席油尖旺聯會大會，卻被拒於門外。岑健明指歷年來沒有聯會的會議記錄，又感到聯會不能代表李國寶中學，計劃退出聯會。同時，「香港家長聯會」並沒有社團註冊或公司註冊，該會名稱亦令人與十八區家教會聯會混淆，引起多區代表不滿。

### 指控遭性侵犯
2018年10月14日，李偲嫣指自己在就讀小六至中二期間遭同母異父兄長性侵犯、拍打胸部及踢下體等。翌年1月29日，重案組探員在秀茂坪安達邨拘捕一名涉嫌非禮男子，拘捕時對方激烈反抗並否認指控，質疑使用過量武力。

### 其他爭議性言論
- 恐同言論：「同性戀者有保障，咁邊個保障我哋？（社會）對同性戀異見人士口誅筆伐，我就係逆向歧視嘅苦主[註 3]」[27]。
- 反色情言論：「那些色情漫畫和文章，教你點『偷食』，天氣報告又找個女模『露肉』，每一部分都在灑鹽花，簡直係滅絕人性，灌輸錯誤價值觀，家長花多少心機教子女，結果畀一份免費報紙教壞他們，真係睇見都嬲。[註 4]」[17]
- 批評蘋果日報及公民黨：「你哋成日乜乜老母，物物老母，你有老母，我有老母，我老母死咗㗎喇，你鍾意嘅就上天堂搵佢啦！不過睇你個款都唔使旨意上到天堂！！你唔使同我講粗口，你哋只係一班破壞安寧嘅市民，你哋俾人利用咗喇！你哋俾後面啲政棍利用咗喇！你哋班棍，咩呀！？你哋係政棍呀！一個二個拎住碌棍去從政嘅唔係政棍係咩呀！？收工啦！收隊啦！你哋叫我收皮我就要聽你講！？你收工啦！林老師，你帶頭教壞晒香港人！你為人師表講粗口！仲有我唔係批鬥，根本係公民黨不知所謂，毛孟靜！呢條數我會同你慢慢計！踢走《蘋果日報》！今時今日都係《蘋果日報》搞出嚟！《蘋果日報》可恥！你哋咁大聲做咩啫！你哋都唔夠我大聲！[註 5]」 [60]

## 個人生活
李偲嫣原有一劉姓丈夫，夫妻早年已離異。二人育有一子，香港管理專業協會李國寶中學畢業後，升讀大專。
李偲嫣2017年11月宣布婚訊，2018年5月與香港專業進修學校副總監（國際教育）謝鋮浚（洋名：Gary）結婚，二人於2015年結識，李曾有教育相關的公職經驗，曾任香港管理專業協會李國寶中學家長教師會主席及家長校董和油尖旺區家長教師會聯會會長，又創立「香港家長聯會」，故兩人因教育議題而熟絡，其後便雙雙步入愛河。
2020年6月26日，李偲嫣家庭發生糾紛，26歲兒子以相機腳架襲擊繼父，李和丈夫同告受傷送院。

## 逝世
2020年12月16日，李偲嫣在元朗八鄉元崗新村寓所突然昏迷，由其夫謝鋮浚報警召救護車送至博愛醫院，但在登上救護車之前已病情嚴重並需使用自動體外心臟去顫器急救，最終在抵達醫院前已搶救無效不治病逝，終年56歲，死後進行的2019冠狀病毒病快速病毒檢測更初步呈陽性。及後，遺體移送葵涌公眾殮房進行解剖驗屍程序，以確定死因。根據其生前好友、香港立法會議員梁美芬及其家婆憶述，李生前三日已被病毒感染並自覺身體不適，出現發燒及氣促等症狀，曾為此到私家診所求醫，但因快速病毒測試結果顯示陰性，故此其後並無繼續求醫及回家休養。而根據其夫所述，李生前患有心臟病，更令其成為有較高死亡風險的病人族群成員。兩日後，李偲嫣正式確診2019冠狀病毒病，為全港第7916宗個案及第129名不治患者。
接報到場的5名警員由於當時僅戴上口罩，沒有其他保護衣物，需要進行病毒檢測及在家隔離。另外八鄉警署亦需要安排清潔及消毒。

## 外部連結
- . 真証傳播. 2011-08-05  [2013-01-23]. （原始内容存档于2016-04-01）.
- 李偲嫣的Facebook專頁